# Wolodymyr Wynnytschenko

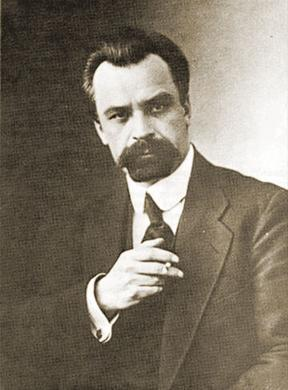
Wolodymyr Wynnytschenko

Wolodymyr Kyrylowytsch Wynnytschenko (ukrainisch Володимир Кирилович Винниченко, wiss. Transliteration Volodymyr Vynnyčenko; * 16. Julijul. / 28. Juli 1880greg. in Jelisawetgrad, Gouvernement Cherson; † 6. März 1951 in Mougins, Frankreich) war ein ukrainischer Politiker und Schriftsteller, der erste Vorsitzender des Direktoriums der Ukrainischen Volksrepublik.

## Leben
Wolodymyr Wynnytschenko wurde als einziger Sohn des Bauern Kirill Wynnytschenko und der früheren Witwe Ewdokijej Pawlenko geboren. In der Schule bewies der junge Wolodymyr sehr gute Leistungen, was seine Eltern dazu veranlasste, ihren Sohn trotz schwieriger finanzieller Verhältnisse gezielt zu fördern. Die Grundschule schloss er im Alter von zehn Jahren erfolgreich ab. Mittlerweile konnte ihn auch sein Halbbruder mit finanziellen Mitteln unterstützen, der selber als Stadttypograph arbeitete. Wegen eines revolutionären Gedichts, welches Wolodymyr in der 7. Klasse des Gymnasiums schrieb, wurde er von der Schule suspendiert und mit einer Woche Gefängnisaufenthalt bestraft. Wenig später flog Wynnytschenko von der Schule – seinen Abschluss holte er später an einem anderen Gymnasium in der Ukraine nach. Um sich nach dem Abschluss finanziell unabhängig zu machen, suchte er in der südlichen Ukraine mehrfach nach kurzzeitiger Arbeit, um sich über Wasser zu halten. Parallel dazu bildete er sich autodidaktisch weiter und begann auch schon bald ein Jura-Studium an der Universität in Kiew.
Zur Zeit seiner Immatrikulation organisierte sich eine untergründige revolutionäre Studentenorganisation namens „Studentscheskoj Obschiny“ (Studentengemeinde), die vor allem später eine aktive Rolle in der revolutionären Bewegung spielte. Schon bald engagierte sich Wynnytschenko auch politisch in der Revolutionären Partei der Ukraine, verbreitete Propaganda unter den Kiewer Arbeitern und den Bauern in Poltawa, weswegen er jedoch mit Verhaftung bestraft wurde sowie dem Verbot, an anderen Hochschulen weiter zu studieren. Der Verhaftung schaffte er es schnell zu entfliehen, wurde aber bald in die zaristische Armee eingezogen. Diese Gelegenheit nutzte Wynnytschenko jedoch, um seine Kameraden mit revolutionären Ideen zu inspirieren. Bald drohte die nächste Verhaftung. Wynnytschenko wurde für zwei Jahre in Kiew eingesperrt. 1905 wurde er entlassen und beendete sein Jura-Studium. Anschließend wurde er Gründer und Kopf der Sozialdemokratischen Arbeiterpartei der Ukraine. 1906 wurde er nochmals wegen seiner politischen Arbeit verhaftet. Jewgen Tschykalenko kaufte ihn ein Jahr später frei, wonach sich Wynnytschenko für einen mehrjährigen Aufenthalt im europäischen Ausland entschied.

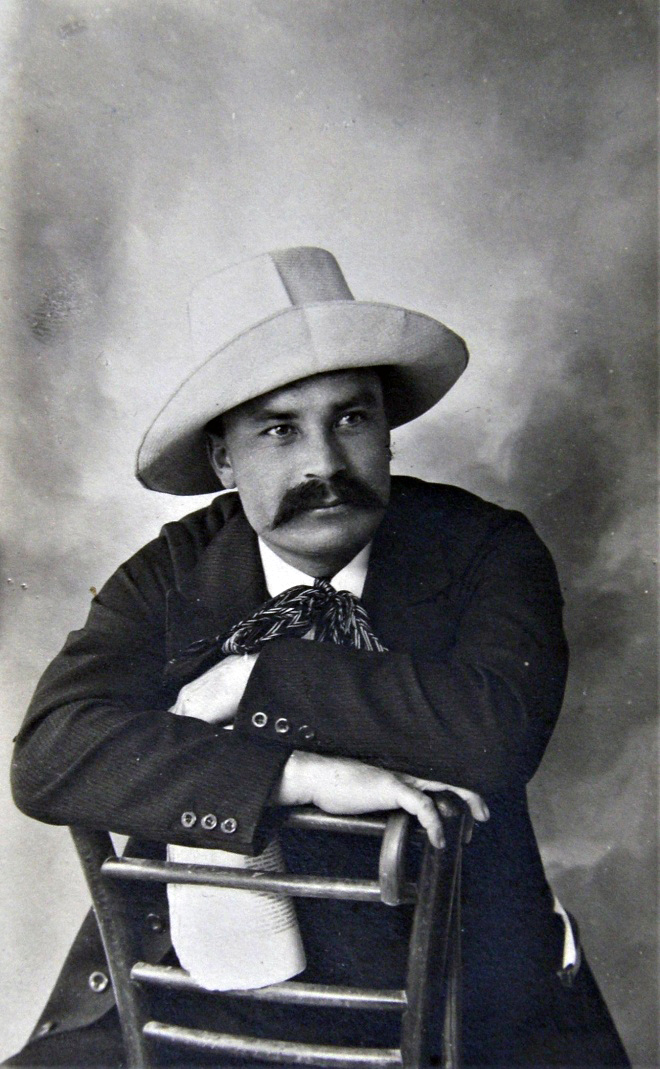
Wynnytschenko in den 1910ern

Im Österreich-ungarischen Lemberg arbeitete er mit den örtlichen Vertretern der ukrainischen Bewegung zusammen. Hier saß er im Auswärtigen Ausschuss und arbeitete als Redakteur für die Zeitschrift „Gaslo“, das Blatt der Revolutionären Ukrainischen Partei. Nach intensivem Deutsch-Studium wurde er auch als Übersetzer tätig und übersetzte Werke von Karl Kautsky, Paul Lafargue, Ferdinand Lassalle und anderen Theoretikern der europäischen Sozialdemokratie. Seine Aufenthalte zogen sich durch ganz Europa. Zu Beginn des Ersten Weltkrieges lebte Wynnytschenko wenige Jahre in Russland, nicht weit weg von Moskau, bis er 1917 zur Februarrevolution wieder nach Kiew zog.

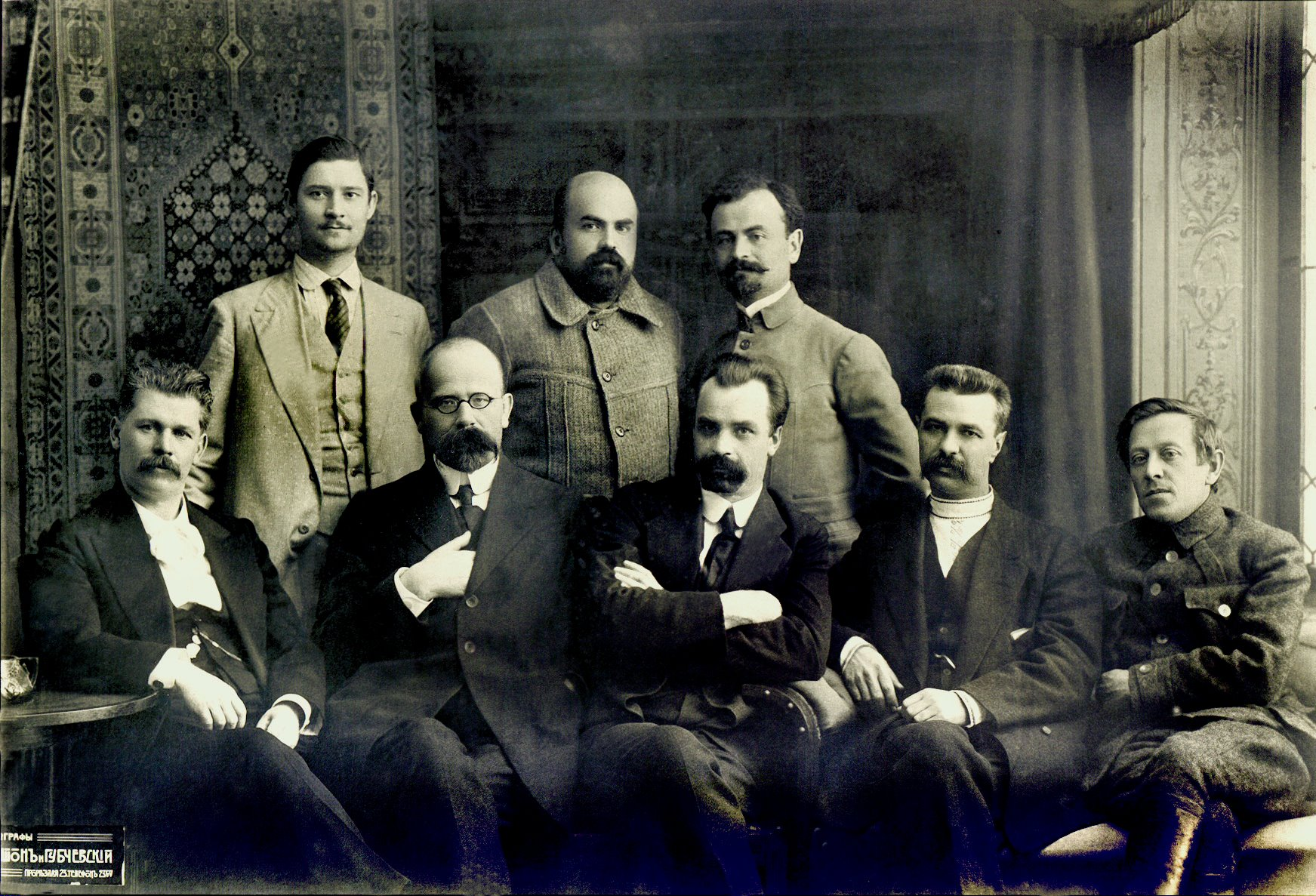
Die Mitglieder des Generalsekretariats im Juli 1917. (von links nach rechts) Stehend: Pawlo Chrystjuk, Mykola Stasjuk, Borys Martos. Sitzend: Iwan Steschenko, Chrystofor Baranowskyj, Wolodymyr Wynnytschenko, Serhij Jefremow, Symon Petljura.

Wynnytschenko bekam den Posten als Generalsekretär der Zentralna Rada zugeteilt, um Verhandlungen mit der provisorischen russischen Regierung durchzuführen. Nach einem halben Jahr, am 13. August, trat er aus Protest gegen die russische Regierung von seinem Posten ab, welche die ukrainische Zentralna Rada nicht anerkennen wollte. Am 1. September formte sich die Regierung nochmals unter Wynnytschenko: Es kam zu einer föderalen Einigung mit der russischen Regierung, bis offiziell am 25. Januar 1918 die Ukrainische Volksrepublik ausgerufen wurde. Im April 1918 ereignete sich ein Staatsstreich unter der Führung von Pawlo Skoropadskyj. Die neue Regierung wurde jedoch schon im Dezember durch eine organisierte Revolte seitens Wynnytschenkos niedergeschlagen und durch das Direktorium der Ukrainischen Volksrepublik unter seiner Führung ersetzt und die ukrainische Volksrepublik nochmals ausgerufen.
1920 reiste Wynnytschenko nach Moskau, um mit den Bolschewiki eine für ihn vertretbare Einigung zu finden – der Ukraine sollte mehr Souveränität zugesprochen werden. Nach vier gescheiterten Verhandlungsmonaten gab Wynnytschenko seine Hoffnung auf und ging für den Rest seines Lebens ins westeuropäische Exil, wo er sich vermehrt dem Schreiben widmete.

## Schaffen
Sein literarisches Schaffen begann schon während seiner Studienzeit in Kiew. In seiner ersten Erzählung „krasa i syla“ (Schönheit und Stärke) aus dem Jahre 1902 gibt er das herkömmliche fromme Leben für das neue sozialistische Leben auf. Die Erzählung ist voll von Spannungen und ironischem Humor durchdrungen und dabei dynamisch und impressionistisch in frecher Mundart erzählt. Wynnytschenkos Sehnsucht nach Lösungen für die Probleme seiner Zeit führten ihn jedoch schon bald zum Drama. Eine gute Möglichkeit, die Moral des „neuen Menschen“ zu untersuchen. Seine 20 Dramen behandeln das Missverhältnis zwischen Tat und untätlicher Rede und dem Moralkodex. Die proklamierte Gleichberechtigung der Geschlechter wird in „basar“ (Markt, 1910), der Begriff der Liebe, in „Dysharmonia“ (Disharmonie, 1906), die Akzeptanz von „Leihmutterschaft“ in „sakon“ (Das Gesetz, 1923) entlarvt, und der naive sozialistische Gedanke: „ein edles Ende rechtfertigt die Mittel“ wird in „hrich“ (die Sünde, 1920) behandelt.
Mit der Überzeugung, dass Moralvorstellungen existieren, um Interessen einer bestimmten Gruppe zu stärken, suchte Wynnytschenko einen Weg, mit den Menschen ein wahrhaft moralisches Leben zu finden und kam zu der allgemein geltenden Regel „Sei dir selber treu“ als das einzig gangbare Sittengesetz. Am besten wird dies in seinem Roman „tschesnist s soboju“ (Ehrlichkeit mit sich selbst, 1906) deutlich. Unter den zeitgenössischen Lesern provozierte dies teils Missverständnisse und scharfe Kritik. Wynnytschenko wird damit strenger Individualismus und Unmoral vorgeworfen.
Insgesamt erschienen elf Romane während seiner Lebzeit, von denen sich „sapysky kyrpatoho Mefistofelia“ (Aufzeichnungen des schiefnäsigen Mephistos, 1917) und „soniaschna maschyna“ (Die Sonnenmaschine, 1928) abheben. Von den drei Romanen, die posthum erschienen sind, ist „slowo sa toboju, Staline“ (Es ist Ihr Wort, Stalin, 1971) ein Beispiel des politischen Denkens Wynnytschenkos der, nachdem er seine eigene moralische Weltordnung entwickelt hat, diese als „Konkordismus“ bezeichnet. Er propagiert das Konzept im Roman „nowa sapowid“ (das neue Gebot, 1949). Von historischem Interesse sind Wynnytschenkos dreibändige Memoiren des Kampfes für die Unabhängigkeit der Ukraine, welche in „widrodschennija natsii“ (Wiedergeburt der Nation, 1920) dokumentiert sind.
Bis in die späten 1980er Jahre wurde Wynnytschenko offiziell in der Ukraine geächtet. Im Westen wurde das Interesse an ihm in erster Linie als Ergebnis der Bemühungen von Hryhory Kostiuk gehalten, unter dem das Erbe Wynnytschenkos an der Ukrainischen Akademie der Künste und Wissenschaften an der Columbia University in New York behütet wird.

## Werke (Auswahl)
- Der schiefnäsige Mephisto: ein Beziehungsroman. Ins Deutsche übersetzt von Rolf Göbner. Berlin: Rütten und Loening. 1994. ISBN 3-352-00479-X
- Die Lüge: Drama in 3 Akten. Ins Deutsche übersetzt von Gustav Specht. Potsdam: Kiepenheuer. 1920.

Dramen
- Dysharmoniia (1906), (dt.: Disharmonie)
- Velykyi Molokh (1907) (dt.: Der große Moloch)
- Brekhnia (1910) (dt.: Die Lüge)
- Bazar (1910) (dt.: Der Basar)
- Chorna pantera i bilyi vedmid (1911) (dt.: Der schwarze Panther und der weiße Bär)
- Hrikh (1920) (dt.: Die Sünde)
- Zakon (1923) (dt.: Das Gesetz)